# Кизилово (Курская область)
Кизилово — село в Курском районе Курской области России. Входит в состав Полевского сельсовета.

## География
Село находится в центральной части Курской области, в пределах южной части Среднерусской возвышенности, в лесостепной зоне, на правом берегу реки Полной (левый приток Сейма), на расстоянии примерно 26 километров (по прямой) к юго-востоку от города Курска, административного центра района и области. Абсолютная высота — 167 метров над уровнем моря.

### Улицы
В селе улицы Луговая и Школьная.

### Климат
Климат характеризуется как умеренно континентальный, с относительно жарким летом и умеренно холодной зимой. Среднегодовая температура воздуха — 5,5 °С. Средняя температура воздуха самого тёплого месяца (июля) — 18,7 °C (абсолютный максимум — 37 °С); самого холодного (января) — −9,3 °C (абсолютный минимум — −35 °С). Безморозный период длится около 152 дней. Среднегодовое количество атмосферных осадков составляет 587 мм, из которых 375 мм выпадает в период с апреля по октябрь. Снежный покров образуется в первой декаде декабря и держится в среднем 125 дней.

### Часовой пояс
Село Кизилово, как и вся Курская область, находится в часовой зоне МСК (московское время). Смещение применяемого времени относительно UTC составляет +3:00.

## Население
| 2002 | 2010 |
| ---- | ---- |
| 336  | ↘271 |

### Половой состав
По данным Всероссийской переписи населения 2010 года в половой структуре населения мужчины составляли 45,4 %, женщины — соответственно 54,6 %.

### Национальный состав
Согласно результатам переписи 2002 года, в национальной структуре населения русские составляли 95 %.

## Инфраструктура
Личное подсобное хозяйство. В селе 178 домов.

## Транспорт
Кизилово находится в 13 км от автодороги федерального значения Р298 (Курск — Воронеж — автомобильная дорога Р22 «Каспий»; часть европейского маршрута E 38), в 3,5 км от автодороги регионального значения 38К-019 (Курск — Большое Шумаково — Полевая ч/з Лебяжье), на автодорогe межмуниципального значения 38Н-538 (Полевая — Кизилово), в 3,5 км от ближайшего ж/д остановочного пункта Гуторово (линия Клюква — Белгород).
В 101 км от аэропорта имени В. Г. Шухова (недалеко от Белгорода).

## Известные личности
- Шеховцов Сергей Никитич - кавалер 1 ст. ГК,  Л.гв. 3 стр. Его Величества полк, 9 рота (2 рота), ст. унтер-офицер. За отличие в бою 5.10.1916, когда будучи с пулеметами при роте, командовал взводом под сильным артиллерийским огнем и забрасываемый ручными бомбами, отбивал неоднократные атаки противника, сильнейшего числом и под этим адским огнем держался до последней возможности и погиб. Имеет медали: 4 ст. №334874 и 4 ст. №598101. [III-141606, IV-656095]. // [9]
- Шеховцов Серафим Григорьевич (9 февраля 1928, Курск — 2021) — советский передовик производства, токарь Курского завода передвижных агрегатов производственного объединения «Электроагрегат» Министерства электротехнической промышленности СССР. Герой Социалистического Труда (1981).